# The Klingon Dictionary
The Klingon Dictionary (Het Klingon woordenboek) is geschreven door Marc Okrand en legt uit hoe de in 1984 door hem voor Star Trek ontwikkelde kunsttaal Klingon in elkaar zit.

## Geschiedenis
Het boek diende in eerste instantie als hulp voor producenten en acteurs om Klingon juist uit te spreken of nieuwe zinnen op te bouwen. Het werd pas later verkocht als merchandising voor Star Trek fans. De eerste publicatie was in 1985, en in 1992 kwamen er nog eens 20 bladzijden bij met nieuwe woorden uit de Film Star Trek VI: The Undiscovered Country en Star Trek: The Next Generation. In totaal telt het werk nu 192 pagina's. Het is het enige boek over deze taal. De twee versies werden samen rond 300.000 keer verkocht. Volgens WorldCat is dit het meest verbreide werk van Okrand en is te vinden in meer dan 300 bibliotheken.
Dit boek legt de complete grammatica uit en wordt zelfs vandaag nog gebruikt door scenarioschrijvers, regisseurs en acteurs van tv-reeksen, als deze zinnen in Klingon nodig hebben. Omdat de grammatica alleen maar beschreven wordt, zonder echte voorbeelden en oefenmateriaal, is dit boek niet echt geschikt om Klingon te leren.

## Inhoud
Het woordenboek werd vanuit het perspectief van het Star-Trek-universum geschreven, dat wil zeggen op een manier alsof de Klingons echt bestaan. Achter een korte inleiding en de uitleg over de uitspraak komt het grootste deel van het boek waarin de grammatica uitgelegd wordt. Op het einde volgt de woordenlijst met ongeveer 1500 woorden en een lijst met nuttige zinnen. In de verlengde editie van 1992 kan men een paar nieuwe grammaticale toevoegingen vinden en nog een lijst met ongeveer 200 nieuwe woorden.

## Elektronische edities
Sinds 2008 is het boek ook als E-Book verkrijgbaar.
In 2009 heeft Simon & Schuster het woordenboek in de vorm van een app voor de iPhone als deel van de Klingon Language Suite voorgesteld. In deze digitale applicatie kan men Klingon horen en vindt men uitleg over het gebruik van de prefixen. Ook heeft de app een zoekfunctie voor het woordenboek.

## Vertalingen
De Duitse vertaling is in 1996 op de markt gekomen onder de titel „Das offizielle Wörterbuch Klingonisch/Deutsch“. In dit boek vindt men veel vertaal- en tikfouten, maar ook fouten in de vertaalde inhoud zelf. Dit boek is niet meer verkrijgbaar, maar een nieuwe, gecorrigeerde editie is te verkrijgen sinds 29 april 2013. Deze was bewerkt door Klingon expert Lieven Litaer.
De Fanucci Editore hebben het boek in 1998 als „Il dizionario Klingon-Italiano“ met 256 pagina’s in het Italiaans vertaald. Dit boek is niet meer verkrijgbaar.
Met de naam „Klingonský slovník“ werd het boek in 2008 naar het Tsjechisch vertaald. Dit boek is een beetje kleiner en heeft 280 bladzijden.

## Bijzonderheden
- Tijdens de aflevering The Panty Piñata Polarization (aflevering 7, seizoen 2) van de televisieserie The Big Bang Theory wordt het woordenboek gebruikt om Boggle in het Klingon te spelen.